# Cuda Kendzsiró
Tsuda Kenjirou (津田 健次郎; Oszaka prefektúra, 1971. június 11. –) japán színész, szinkronszínész, narrátor és rendező. A Stardust Promotionnál dolgozik, mint színész és az Amuletónál, mint szinkronszínész.
Szinkronszerepei például Kaiba Seto, Yu-Gi-Oh!, Hannes Attack on Titan, Bacchus Groh and Silver Fullbuster,Fairy Tail, Atomic Samurai, One Punch Man, Mikoto Suoh, K, Overhaul, My Hero Academia, Akihito Narihisago/Sakaido, Id:Invaded, Lero Ro, Tower of God és Jigen, Boruto: Naruto Next Generations.

## Fordítás
- Ez a szócikk részben vagy egészben  a   Kenjiro Tsuda című angol Wikipédia-szócikk ezen változatának fordításán alapul.  Az eredeti cikk szerkesztőit annak laptörténete sorolja fel. Ez a jelzés csupán a megfogalmazás eredetét és a szerzői jogokat jelzi, nem szolgál a cikkben szereplő információk forrásmegjelöléseként.